# Helen Caines
Helen Caines es una física estadounidense y profesora asociada del campo en la Universidad de Yale. Estudia el Plasma de quarks-gluones y es la coportavoz del experimento STAR. 

## Educación
Helen Louise Caines estudió física en la Universidad de Birmingham y se graduó en 1992. Obtuvo su doctorado en la Universidad de Birmingham en 1996.

## Trayectoria e investigación

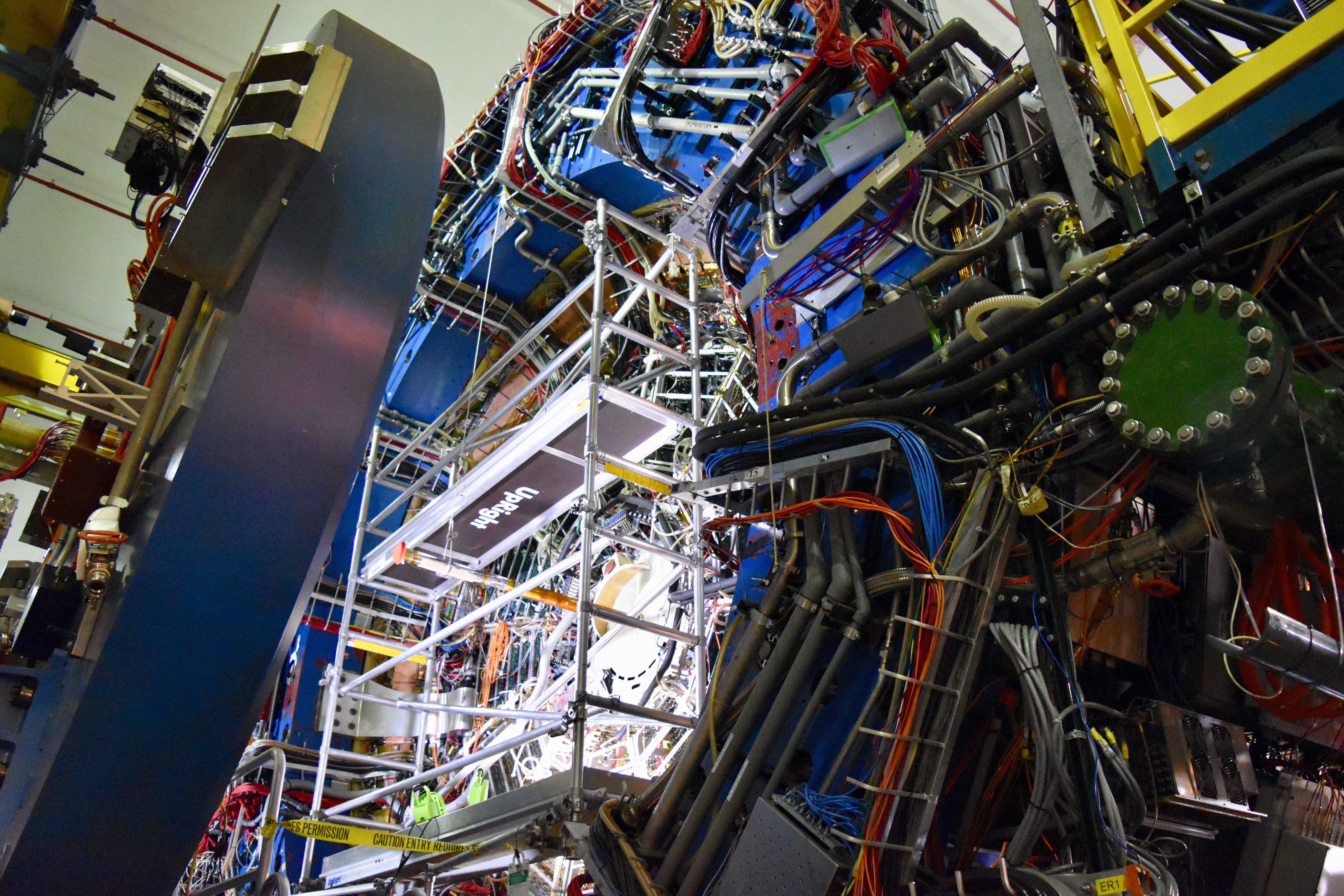
El detector STAR en el Relativistic Heavy Ion Collider.

En 1996 se unió a la Universidad Estatal de Ohio. Fue elegida representante júnior del experimento STAR en 1998. Más tarde fue nombrada para la Universidad de Yale en 2004. Estudia el plasma de quarks-gluones junto con John Harris. Utiliza experimentos de iones pesados para estudiar la cromodinámica cuántica en condiciones extremas. Sus cálculos indicaron que el plasma de quarks-gluones es el fluido más vortical jamás conocido. En 2005 se convirtió en miembro del consejo del comité asesor del experimento STAR. Investigó también la física de la materia blanda. Poco después, fue promovida a profesora asociada en 2007, y al año siguiente fue elegida miembro del Institute of Physics. 
Desarrolló el detector STAR, un rastreador solenoidal para medir la producción de partículas hadrónicas.  Demostró que cuando dos iones de oro chocan, las partículas con carga negativa y positiva fluyen hacia afuera en un efecto magnético quiral. También observó el producto de dos iones de rutenio en colisión, lo que crea un fuerte campo magnético. Junto con Zhangbu Xu, Caines fue nombrada coportavoz del experimento STAR en 2017. Este experimento es parte del Acelerador relativista de iones pesados en el Laboratorio Nacional de Brookhaven. 

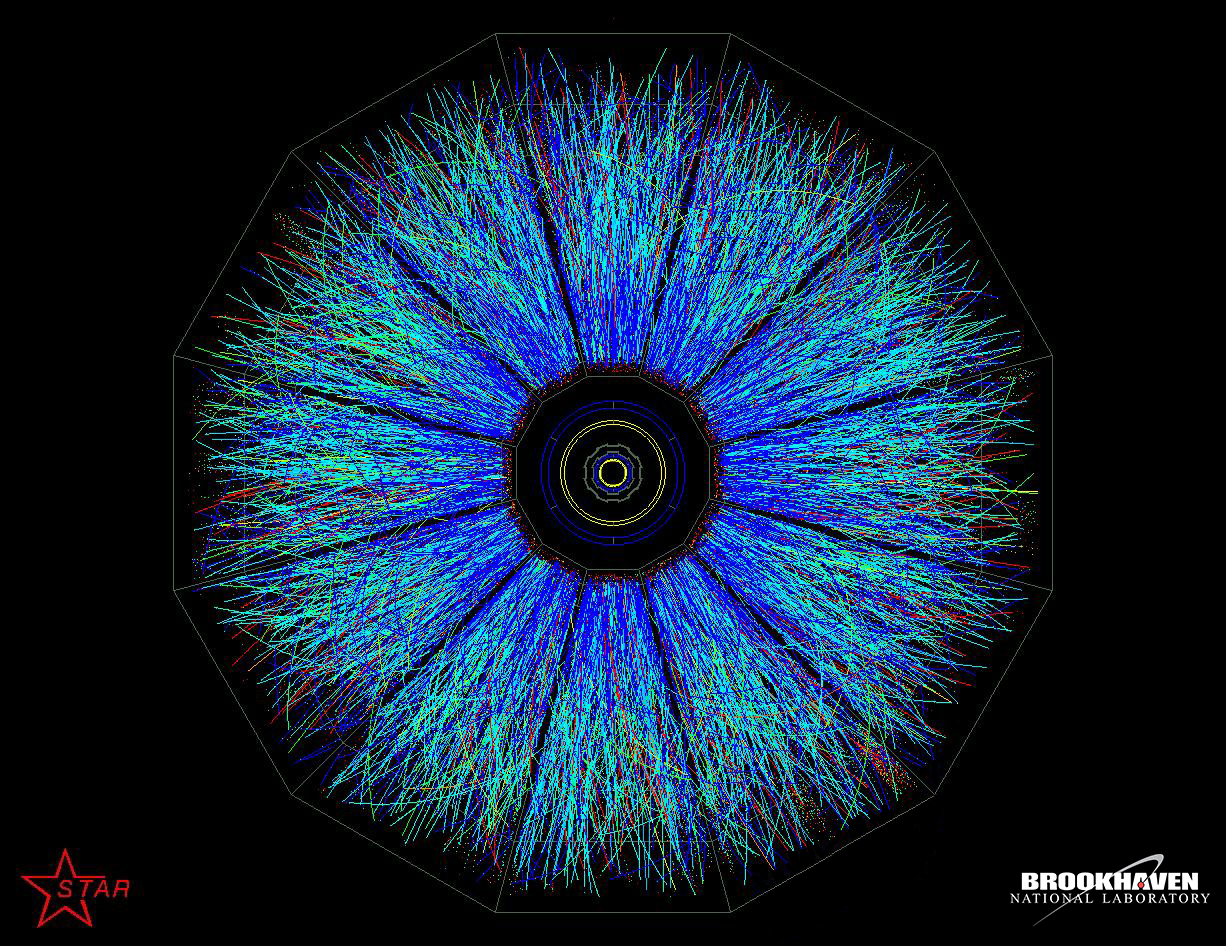
La colisión de dos iones de oro en el Laboratorio Nacional de Brookhaven.

Se desempeñó como miembro del Comité Asesor de Ciencias Nucleares en el Departamento de Energía de los Estados Unidos a partir de 2016. Contribuye al Plan de largo alcance de los Estados Unidos para la física nuclear. Ha explorado cómo se podrían usar las redes neuronales artificiales para identificar 
jets de quark. Es miembro del Comité de Educación de la American Physical Society.
Caines enseñó un curso de Siendo humano en STEM en la Universidad Yale. La clase examinó cómo el ambiente socioeconómico, el género, la raza, la religión y la sexualidad dan forma a la experiencia STEM. El curso se inspiró en un programa similar en Amherst College.

## Premios y honores
Caines fue elegida miembro de la American Physical Society en 2018 y miembro del Institute of Physics (FInstP). En 2003, fue galardonada con una beca de investigación avanzada del Consejo de investigación de ingeniería y ciencias físicas (EPSRC, por sus siglas en inglés).